# Dieter Arend
Pour les articles homonymes, voir Arend.
Dieter Arend, né le 14 août 1914 et mort au XXe siècle, est un rameur d'aviron allemand.
Il remporte aux Jeux olympiques d'été de 1936 à Berlin la médaille d'or en deux avec barreur avec Herbert Adamski et Gerhard Gustmann.